# Simple Pimple
Simple Pimple  — український рок-гурт, заснований 31 жовтня 1996 року у Сумському політехнічному університеті, де відбувся перший виступ.

## Перший склад
- Андрій Сачава «Сантьяго»  — гітара;
- Антон Привалов «Нонта»  — вокал;
- Андрій Кириченко «Ел»  — ударні.
- Володимир Стяжкін «Вавен»  — бас-гітара (приєднався до гурту через місяць після створення).

## Перші записи та трансляції
1998  — перший альбом «The Golden One», було записано у Харкові на студії «FLED-decords», завдяки чому гурт потрапив на фестиваль «Червона Рута  — 99», що проходив у місті Дніпро. У тому ж році максі-сингл «Силікон» потрапляє на харківське радіо «Майстер», у хіт-парад «Дике Поле». Кілька пісень потрапляють на «Потужний Вибух», що виходив на компіляціях радіоцентра «ФДР».[джерело?]
2000  — вийшов сингл «Таргани». Гурт поїхав до Запоріжжя на фестиваль «Перлини сезону  — 2000». Тоді до гурту приєднався трубач  — Роман Павлік.[джерело?]
2001  — на сумському радіо «Всесвіт» записаний сингл  — «Вибуховий Пристрій». У жовтні відбувся фестиваль «Нівроку  — 2001», який проходив у місті Тернопіль.[джерело?]
2002  — гурт поїхав на фінал «Перлин Сезону  — 2002» до Запоріжжя. Восени на «ФДР» транслювалася пісня «Дівчинка з Хіросіми».[джерело?]
2003  — на студії «Комора-рекордз» був записаний промо-реліз із 5 пісень, який був закінчений на «Руському Радіо» у Сумах. Влітку гурт взяв участь в акції «Птаха Джонатан Лівінгстоун проти СНІДу», що відбулася у черкаському клубі «Міленіум».[джерело?]
2004  — із гурту йде Андрій Сачава, замісто нього допомагає гурту Дмитро Нікітін, гітарист сумського гурту «Нільсборі», а також приєднується Андрій Прядун  — баяніст.[джерело?]
2005 — виходить сингл «Королева перцю», треки «По обидва боки» та «Під мостом» — кавер на пісню RHCP Under The Bridge із перекладом українською. Запис був зроблений Олексієм Фоміцею на студії Олега Висоцького та «Руське Радіо» (Суми).[джерело?]
Гурт бере участь у фестивалі «Тарас Бульба» у м. Дубно.[джерело?]
2006  — сингл «Вставай» на студії «100% records» (Київ) зведення та мастерінг  — Максим Капуста. Пісня виходить на всеукраїнському рок збірнику від цієї студії. Влітку того ж року на фестивалі «ПроРок» у Кролевці. На пістю «Вставай» робиться перший кліп.[джерело?]
2007  — змінюється склад, уходять гітарист та баяніст. Новий гітарист  — Дмитро Гончаров.[джерело?]
2008  — вихід альбому «Я тут живу». Запис зроблений на власній репетиційній базі. Зведення та мастеринг  — Олексій Фомиця «Alfom Studio».[джерело?]
2009  — виходить другий кліп на пісню «Не такий» із альбому «Я тут живу». Із гурту йде Дмитро Гончаров. На заміну приходить Андрій Тарабичін (Сухар) з яким гурт робить кілька каверів RHCP на пісні Suck My Kiss и Knock Me Down із оригінальним перекладом російською і сумісну пісню «Камені».[джерело?]
2010  — до гурту приходить Тимур Махмудов. Почалася робота над новим альбомом.[джерело?]
11 березня 2011  — гурт у прямому ефірі на передачі «Підйом» на «Новому каналі».[джерело?]

## Участь у всеукраїнських фестивалях
- «Червона Рута  — 99» (Дніпро)
- «Перлини Сезону  — 2000» (Запоріжжя)
- «Нівроку  — 2001» (Тернопіль)
- «Перлин Сезону  — 2002» (Запоріжжя)
- «Тарас Бульба  — 2005» (Дубно)
- «ПроРок  — 2006» (Кролевець)